# 沈剑
沈剑（1975年—）是一名中国男子体操运动员。他在1996年亚特兰大夏季奥林匹克运动会中，参加了男子体操团体比赛并获得银牌。